# Halvar Lundvall
Carl Halvar Ossian Lundvall, född 17 januari 1883 i Västerstads församling, Malmöhus län, död 8 mars 1933 i Göteborg, var en svensk psykiater. Han gifte sig 1914 med Emy Wange-Lundvall.
Lundvall blev student vid Lunds universitet 1899, avlade mediko-filosofisk examen 1900, blev medicine kandidat 1904 och medicine licentiat 1910 i Lund. Han var t.f. biträdande hospitalsläkare vid Uppsala hospital 1906–07, dito vid Nyköpings hospital och Växjö kriminalasyl 1908, underläkare vid Vänersborgs hospital 1908, biträdande läkare där 1908–11, hospitalsläkare i Piteå 1911, dito i Säter 1912, asylläkare i Lund och hospitalsläkare av första klassen där 1913–26, t.f. överläkare vid Göteborgs hospital 1926 samt överläkare vid samma, då Sankt Jörgens sjukhus, från 1931. Han var inspektör vid Betaniastiftelsens sjukhem från 1927 och sinnessjukläkare vid Härlanda fängelse från 1928. Han var fältläkarstipendiat i reserven 1907–11 och bataljonsläkare i reserven 1911–22.